# Anwar El-Ghazi
Pour les articles homonymes, voir Ghazi.
Anwar El-Ghazi, né le 3 mai 1995 à Barendrecht (Pays-Bas), est un footballeur international néerlandais qui évolue au poste d'attaquant à Cardiff City. 
Formé à l'Ajax Amsterdam, il fait partie du Club des Cent. Il s'engage en 2017 au LOSC Lille, dispute deux saisons avant d'être prêté à Aston Villa FC. S'engageant dans ce club en fin de saison, il y joue deux ans avant d'être prêté une demi-saison à Everton FC. En 2022, il est transféré au PSV Eindhoven et remporte dans la même année la Coupe des Pays-Bas. Arrivé librement au FSV Mayence en 2023, il est licencié pour son soutien aux civils palestiniens tués lors de la guerre à Gaza.
Possédant également la nationalité marocaine, il tranche définitivement en faveur des Pays-Bas en 2015 et ne dispute que deux matchs. En 2023, il change sa nationalité sportive au sein de la FIFA et révèle ses envies de jouer pour l'équipe du Maroc.

## Biographie
Natif de Barendrecht aux Pays-Bas, Anwar El Ghazi naît au sein d'une famille marocaine berbérophone originaire d'Al Hoceïma au Maroc. Son père Mohammed El Ghazi, faisant partie de la première génération des Marocains aux Pays-Bas dans les années 1960, travaillait dans une usine et sa mère Jamila est femme au foyer.

### En club

#### Débuts
Il commence à jouer au football à l'âge de cinq ans dans le club de sa ville natale, Barendrecht. En 2006, il est recruté par le Feyenoord Rotterdam, avant d'aller à l'académie du Sparta Rotterdam. Il est finalement recruté par l'Ajax en 2013.

#### Ajax Amsterdam
En juillet 2014, El-Ghazi signe un contrat professionnel de cinq ans avec l'Ajax Amsterdam.
Il joue son premier match avec l'Ajax le 3 août 2014 en remplaçant Ricardo Kishna lors de la Supercoupe 2014, dans un match perdu 1 but à 0 contre le PEC Zwolle. Le 10 août suivant, il joue son premier match d'Eredivisie contre le Vitesse Arnhem ; El-Ghazi offre une passe décisive pour le Danois Lasse Schöne, pour le quatrième but de l'Ajax (victoire 4-1). Le 17 août 2014, il marque son premier but avec l'Ajax contre l'AZ Alkmaar. 
Il joue son premier match de Ligue des champions le 17 septembre 2014 contre le Paris Saint-Germain, et reçoit un carton jaune à la 58e minute. Le 22 octobre 2014, il marque son premier but en Ligue des champions contre le FC Barcelone, devenant ainsi le premier joueur à marquer un but contre Barcelone au Camp Nou depuis le début de la saison 2014-2015.
 Au total, Anwar El-Ghazi joue cinq des six matchs de l'Ajax en C1, manquant seulement le match retour contre le Paris Saint-Germain.

#### LOSC Lille

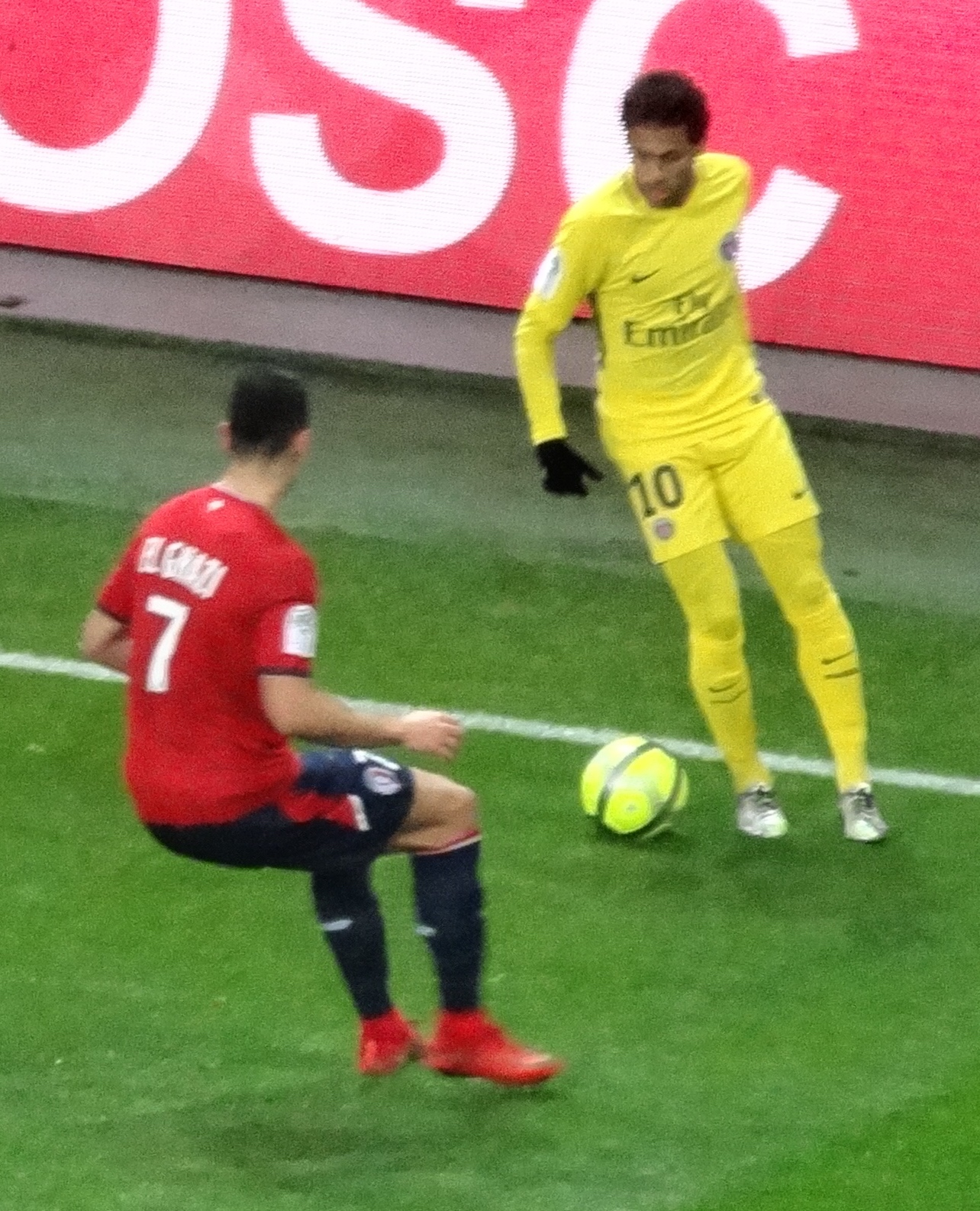
El-Ghazi face à Neymar

Le 31 janvier 2017, El-Ghazi signe un contrat de quatre ans et demi avec le LOSC Lille. Le 18 février 2017, il marque son premier but avec le LOSC face au SM Caen (victoire de Lille 0-1).
Le 6 août 2017, à l'occasion de la première journée de championnat, il inscrit le troisième but de son équipe face au FC Nantes puis décide de retirer son maillot pour rendre un hommage à Abdelhak Nouri, son ancien coéquipier de l'Ajax victime de lésions cérébrales graves et permanentes à la suite d'un malaise cardiaque le mois précédent.
Lors de cette saison, il inscrit quatre buts et délivre deux passes décisives en vingt-sept apparitions. L'attaquant néerlandais se distingue notamment lors du match contre le RC Strasbourg, le 28 janvier 2018 au stade Pierre Mauroy, où il inscrit le premier but en réceptionnant de la tête un centre de Nicolas Pépé, puis en délivrant une passe décisive pour le défenseur international portugais Edgar Ié qui offre la victoire aux Dogues. 
Mais la suite de la saison se complique pour l'attaquant lillois qui sort rapidement blessé, le 18 février 2018 contre l'Olympique lyonnais. Touché aux ischio-jambiers, il est absent plusieurs semaines et ne revient qu’à la fin de la saison. Il a par la suite du mal à revenir dans le onze de départ de Christophe Galtier pour jouer le maintien.

#### Aston Villa
Malgré son souhait de rester à Lille, El-Ghazi est prêté pour une saison avec option d'achat à Aston Villa, qui évolue en D2 anglaise, en août 2018. Le milieu néerlandais inscrit six buts en trente-six matchs toutes compétitions confondues avec Villa, qui parvient à retrouver la Premier League.
Le 10 juin 2019, il s'engage pour quatre ans avec Aston Villa.

#### Prêt à Everton
Le 13 janvier 2022, il est prêté à Everton.

#### Mayence, suspension et licenciement
Le 22 septembre 2023, il signe librement un contrat d'une saison au FSV Mayence, après avoir été motivé par son ancien coéquipier Phillipp Mwene. Il porte le  no 34 en hommage à Abdelhak Nouri. Un jour plus tard, le 22 septembre, il dispute déjà son premier match en Bundesliga en entrant en jeu à la 80e minute à la place de Karim Onisiwo contre le FC Augsbourg (défaite, 2-1).
Le 17 octobre 2023, moins d'un mois après sa signature dans le club, Mayence annonce suspendre le joueur après un hommage rendu par celui-ci aux victimes palestiniennes après un bombardement israélien sur le territoire de Gaza, via des posts sur les réseaux sociaux. Peu après sa suspension, il retourne aux entraînements après une réunion avec le club. Le 3 novembre 2023, il déclare maintenir sa position sur la situation à Gaza, et son contrat est résilié par la direction le jour même. Le 12 juillet 2024, un tribunal allemand a jugé qu'El-Ghazi avait été licencié abusivement par Mayence et condamne le club a payer 1,5 million d’indemnités au joueur,. Il décide d'en reverser 500 000 euros à des œuvres humanitaires aidant les enfants de Gaza.

### Sélection nationale
El-Ghazi joue pour la première fois avec l'équipe des Pays-Bas des moins de 18 ans contre l'Autriche le 15 octobre 2012. Alors qu'il peut jouer aussi pour l'équipe nationale du Maroc, il choisit de représenter les Pays-Bas. Ainsi, il est appelé pour les deux matchs de qualification à l'Euro 2016 en octobre 2015. El Ghazi est titulaire lors des deux matchs mais les Pays-Bas ne parviennent pas à se qualifier pour l'Euro 2016.

## Statistiques
| Saison                | Club                  | Championnat           | Championnat | Championnat | Coupe nationale | Coupe nationale | Coupe de la Ligue | Coupe de la Ligue | Supercoupe | Supercoupe | Compétition(s) continentale(s) | Compétition(s) continentale(s) | Compétition(s) continentale(s) | Barrages | Barrages | Total | Total |
| Saison                | Club                  | Division              | M.          | B.          | M.              | B.              | M.                | B.                | M.         | B.         | Comp.                          | M.                             | B.                             | M.       | B.       | M.    | B.    |
| 2014-2015             | Ajax Amsterdam        | Eredivisie            | 31          | 9           | 2               | 0               | -                 | -                 | 1          | 0          | C1+C3                          | 5+4                            | 1+0                            | -        | -        | 43    | 10    |
| 2015-2016             | Ajax Amsterdam        | Eredivisie            | 27          | 11          | 1               | 0               | -                 | -                 | -          | -          | C1+C3                          | 2+7                            | 0+0                            | -        | -        | 37    | 11    |
| 2016-2017             | Ajax Amsterdam        | Eredivisie            | 12          | 0           | 2               | 1               | -                 | -                 | -          | -          | C1+C3                          | 4+2                            | 0+1                            | -        | -        | 20    | 2     |
| Sous-total            | Sous-total            | Sous-total            | 70          | 20          | 5               | 1               | -                 | -                 | 1          | 0          | -                              | 24                             | 2                              | -        | -        | 100   | 23    |
| 2016-2017             | LOSC Lille            | Ligue 1               | 12          | 1           | 1               | 1               | -                 | -                 | -          | -          | -                              | -                              | -                              | -        | -        | 13    | 2     |
| 2017-2018             | LOSC Lille            | Ligue 1               | 27          | 4           | 2               | 0               | 2                 | 0                 | -          | -          | -                              | -                              | -                              | -        | -        | 31    | 4     |
| Sous-total            | Sous-total            | Sous-total            | 39          | 5           | 3               | 1               | 2                 | 0                 | -          | -          | -                              | -                              | -                              | -        | -        | 44    | 6     |
| 2018-2019             | Aston Villa FC (prêt) | Championship          | 31          | 5           | 1               | 0               | 1                 | 0                 | -          | -          | -                              | -                              | -                              | 3        | 1        | 36    | 6     |
| 2019-2020             | Aston Villa FC        | Premier League        | 34          | 4           | 1               | 1               | 5                 | 1                 | -          | -          | -                              | -                              | -                              | -        | -        | 40    | 6     |
| 2020-2021             | Aston Villa FC        | Premier League        | 28          | 10          | -               | -               | 3                 | 1                 | -          | -          | -                              | -                              | -                              | -        | -        | 31    | 11    |
| 2021-2022             | Aston Villa FC        | Premier League        | 9           | 1           | 1               | 0               | 2                 | 2                 | -          | -          | -                              | -                              | -                              | -        | -        | 12    | 3     |
| Sous-total            | Sous-total            | Sous-total            | 102         | 20          | 3               | 1               | 11                | 4                 | -          | -          | -                              | -                              | -                              | 3        | 1        | 119   | 26    |
| 2021-2022             | Everton FC (prêt)     | Premier League        | 2           | 0           | -               | -               | -                 | -                 | -          | -          | -                              | -                              | -                              | -        | -        | 2     | 0     |
| Sous-total            | Sous-total            | Sous-total            | 2           | 0           | -               | -               | -                 | -                 | -          | -          | -                              | -                              | -                              | -        | -        | 2     | 0     |
| 2022-2023             | PSV Eindhoven         | Eredivisie            | 23          | 8           | 3               | 0               | -                 | -                 | -          | -          | C3                             | 5                              | 1                              | -        | -        | 31    | 9     |
| 2023-2024             | PSV Eindhoven         | Eredivisie            | 1           | 0           | -               | -               | -                 | -                 | 1          | 0          | -                              | -                              | -                              | -        | -        | 2     | 0     |
| Sous-total            | Sous-total            | Sous-total            | 24          | 8           | 3               | 0               | -                 | -                 | 1          | 0          | -                              | 5                              | 1                              | -        | -        | 33    | 9     |
| 2023-2024             | FSV Mayence 05        | Bundesliga            | 3           | 0           | -               | -               | -                 | -                 | -          | -          | -                              | -                              | -                              | -        | -        | 3     | 0     |
| Sous-total            | Sous-total            | Sous-total            | 3           | 0           | -               | -               | -                 | -                 | -          | -          | -                              | -                              | -                              | -        | -        | 3     | 0     |
| 2024-2025             | Cardiff City FC       | Championship          | 23          | 3           | 2               | 0               | -                 | -                 | -          | -          | -                              | -                              | -                              | -        | -        | 25    | 3     |
| Sous-total            | Sous-total            | Sous-total            | 23          | 3           | 2               | 0               | -                 | -                 | -          | -          | -                              | -                              | -                              | -        | -        | 25    | 3     |
| Total sur la carrière | Total sur la carrière | Total sur la carrière | 263         | 56          | 16              | 3               | 13                | 4                 | 2          | 0          | -                              | 29                             | 3                              | 3        | 1        | 326   | 67    |

## Palmarès
- PSV Eindhoven
  - Vainqueur de la Coupe des Pays-Bas en 2023.
  - Vainqueur de la Supercoupe des Pays-Bas en 2023.